# Christmas, His Masque
Christmas, His Masque, conosciuto anche come Christmas His Show o come The Masque of Christmas è un masque scritto dal drammaturgo inglese Ben Jonson e rappresentato per la prima volta nel 1616. La prima pubblicazione risale invece al 1640.

## Storia
L'opera fu rappresentata per la prima volta alla corte di re Giacomo I d'Inghilterra in occasione del Natale del 1616.
Parti dell'opera apparvero in seguito in cinque manoscritti. Tra questi, il più importante è il Folio MS J.a.1, una raccolta di scritti del 1610-1620, dove sono trascritti i dialoghi dell'opera. .

## Descrizione
L'opera è una difesa delle tradizioni natalizie e, al contempo, un attacco al Puritanesimo e al governo londinese che le avevano vietate. 
Nell'opera, il Vecchio Natale difende inoltre la propria identità protestante, rinnegando l'accusa di essere una festa ideata dal Papato.
Il masque si apre con la sfilata di Father Christmas (personificazione del Natale, di cui l'opera fornisce una descrizione dettagliata), accompagnato dai dieci figli del "Vecchio Natale", ovvero Canto, Capriola, Dolce del Bambino, Malgoverno, Mince Pie, Mumming, Offerta, Post and Pair, Regalo di Capodanno e Wassail.